# Paulo Sérgio (futebolista)
Paulo Sérgio Rodrigues Duarte de Almeida (Lisboa, 8 de março de 1976) é um futebolista de Portugal.

## Carreira
É um jogador que começou o futebol em 1984, a 8 anos de idade ele se matriculou nos escolas de futebol do Benfica. Em 1987, ingressou os jovens do Estrela Amadora. Sabe que, em 1993 faz parte da equipa juvenil do Estrela Amadora. Em 1994 ele começou sua carreira depois de ser treinado por seu clube. Em 1996, juntou-se para uma temporada com o segunda divisão com o Estoril. Em 1997, ele tentou a sorte no exterior, em Espanha no clube de Terrassa FC. Regressou a Portugal para duas temporadas no Felgueiras ou observou ele, o contador de 24 golos em 62 jogos. Em 2000, ele deixou seu país para a França com o Montpellier HSC, e com ela que permite a promoção do clube em Ligue 1. Depois a promoção do clube em Ligue 1, jogou pouco, então decidiu deixar a França para Portugal. Em 2003, ele cometeu duas temporadas no Sporting Braga ou ele vai ser titular. Em 2005, alistou-se no Vitória Guimarães para uma temporada antes de começar a próxima temporada na Alemanha, no Rot-Weiss Essen (2ª divisão). Em 2007,ele fez outro salto em Portugal com o Trofense antes de iniciar a próxima temporada em Chipre com o Ermis Aradippou. Depois a temporada 2009-2010, ele retorna à sua cidade natal, Lisboa, é comprometer-se a 33 anos pela Atlético Clube de Portugal.

## Títulos

### Trofense
- Vencedor da Liga de Honra: 2007/08

### Ermis Aradippou
- Vencedor da segunda divisão de Chipre: 2008/09